# John Mensah
John Mensah (født 29. november 1982 i Accra, Ghana) er en ghanesisk fodboldspiller, der spiller som midterforsvarer hos AFC United i Sverige. Han har tidligere optrådt for en række europæiske klubber, blandt andet italienske Genoa, engelske Sunderland og en anden fransk klub, Lyon.

## Landshold
Mensah har (pr. marts 2018) spillet 86 kampe for Ghanas landshold, som han debuterede for i 2001. Han deltog for sit land ved både VM i 2006 i Tyskland og VM i 2010 i Sydafrika, samt ved Africa Cup of Nations i både 2002, 2006, 2008 og 2010. I 2004 var han desuden med til OL i Athen.